# Persone di nome Gianni
| Questa pagina contiene informazioni ricavate automaticamente dalle voci biografiche con l'ausilio del template Bio e di un bot. L'aggiornamento è periodico e automatico e ricostruisce completamente la pagina. Se manca una persona in questa lista, sei pregato di non aggiungerla, ma accertati piuttosto che la sua voce biografica contenga il template Bio e che i dati anagrafici siano correttamente compilati. Se il template Bio manca, inseriscilo tu stesso o, in alternativa, metti l'avviso {{tmp\|Bio}} che ne segnala la mancanza. Se i dati riportati sono sbagliati, correggi direttamente la voce biografica; le modifiche saranno visibili in questa lista entro pochi giorni. Per chiarimenti vedi il progetto antroponimi. La lista contiene solo le 362 persone che sono citate nell'enciclopedia e per le quali è stato implementato correttamente il template Bio. Pagina aggiornata al 6 ago 2025. |

Questa è una lista di persone presenti nell'enciclopedia che hanno il nome Gianni, suddivise per attività principale.

## Allenatori di calcio(10)
- Gianni Balugani, allenatore di calcio e ex calciatore italiano (Modena, n. 1946)
- Gianni Bortoletto, allenatore di calcio italiano (Preganziol, n. 1956)
- Gianni Candussi, allenatore di calcio e ex calciatore italiano (Romans d'Isonzo, n. 1950)
- Gianni Cavezzi, allenatore di calcio e ex calciatore italiano (Roma, n. 1969)
- Gianni Corelli, allenatore di calcio e calciatore italiano (Ferrara, n. 1936 - Ferrara, † 2008)
- Gianni De Biasi, allenatore di calcio e ex calciatore italiano (Sarmede, n. 1956)
- Gianni Fabiano, allenatore di calcio e ex calciatore italiano (Milano, n. 1984)
- Gianni Flamigni, allenatore di calcio e ex calciatore italiano (Forlì, n. 1969)
- Gianni Leali, allenatore di calcio, preparatore atletico e scrittore italiano (Giovinazzo, n. 1946)
- Gianni Migliorini, allenatore di calcio e ex calciatore italiano (Verona, n. 1972)

## Allenatori di calcio a 5(1)
- Gianni Faiola, allenatore di calcio a 5 e ex giocatore di calcio a 5 italiano (n. 1965)

## Allenatori di pallacanestro(3)
- Gianni Corsolini, allenatore di pallacanestro e dirigente sportivo italiano (Bologna, n. 1933 - Vedano Olona, † 2021)
- Gianni Trevisan, allenatore di pallacanestro italiano (Vicenza, n. 1952)
- Gianni Tripodi, allenatore di pallacanestro italiano (Reggio Calabria)

## Alpinisti(1)
- Gianni Comino, alpinista italiano (Vicoforte, n. 1952 - Monte Bianco, † 1980)

## Altisti(1)
- Gianni Davito, ex altista italiano (n. 1957)

## Arbitri di calcio(1)
- Gianni Beschin, arbitro di calcio e dirigente sportivo italiano (Cologna Veneta, n. 1953 - Corigliano-Rossano, † 2021)

## Architetti(3)
- Gianni Capelli, architetto e storico dell'arte italiano (Parma, n. 1920 - Parma, † 2015)
- Gianni Fabbri, architetto italiano (Venezia, n. 1939)
- Gianni Pettena, architetto, artista e storico dell'architettura italiano (Bolzano, n. 1940)

## Artisti(6)
- Gianni Bertini, artista italiano (Pisa, n. 1922 - Caen, † 2010)
- Gianni Brusamolino, artista italiano (Cassano d'Adda, n. 1928 - Milano, † 2021)
- Gianni Caravaggio, artista e docente italiano (Rocca San Giovanni, n. 1968)
- Gianni Colombo, artista italiano (Milano, n. 1937 - Melzo, † 1993)
- Gianni Palminteri, artista e pittore italiano (Feltre, n. 1924 - Feltre, † 1996)
- Gianni Sarcone, artista, scrittore e inventore italiano (Vevey, n. 1962)

## Astisti(2)
- Gianni Iapichino, ex astista e multiplista italiano (Columbus, n. 1969)
- Gianni Stecchi, ex astista italiano (Firenze, n. 1958)

## Attori(36)
- Gianni Agus, attore e conduttore televisivo italiano (Cagliari, n. 1917 - Roma, † 1994)
- Gianni Ansaldi, attore e fotografo italiano (Genova, n. 1959)
- Gianni Baghino, attore italiano (Carloforte, n. 1919 - Carloforte, † 1995)
- Gianni Bertoncin, attore e doppiatore italiano (Latina, n. 1934 - Latina, † 2021)
- Gianni Bissaca, attore italiano (Torino, n. 1954)
- Gianni Bonagura, attore e doppiatore italiano (Milano, n. 1925 - Milano, † 2017)
- Gianni Cajafa, attore italiano (Napoli, n. 1914 - Milano, † 1997)
- Gianni Cavalieri, attore italiano (Padova, n. 1908 - Treviso, † 1955)
- Gianni Cavina, attore e sceneggiatore italiano (Bologna, n. 1940 - Bologna, † 2022)
- Gianni Ciardo, attore, cabarettista e musicista italiano (Bari, n. 1949)
- Gianni Crosio, attore italiano (Napoli, n. 1902 - Napoli, † 1981)
- Gianni Dei, attore e cantante italiano (Bologna, n. 1940 - Roma, † 2020)
- Gianni Di Benedetto, attore italiano (Roma, n. 1921 - Roma, † 2014)
- Gianni Di Gregorio, attore, regista e sceneggiatore italiano (Roma, n. 1949)
- Gianni Elsner, attore, conduttore radiofonico e politico italiano (Merano, n. 1940 - Roma, † 2009)
- Gianni Federico, attore, regista e drammaturgo italiano (Reggio Calabria, n. 1963)
- Gianni Ferreri, attore italiano (Parabiago, n. 1960)
- Gianni Franco, attore italiano (Buenos Aires, n. 1951)
- Gianni Garko, attore italiano (Zara, n. 1935)
- Gianni Giannini, attore, cantante e cabarettista italiano (Firenze, n. 1949)
- Gianni Macchia, attore italiano (Salsomaggiore Terme, n. 1943)
- Gianni Manera, attore e regista italiano (Asmara, n. 1940 - Colleferro, † 2013)
- Gianni Mantesi, attore e doppiatore italiano (Roma, n. 1924 - Milano, † 2014)
- Gianni Musy, attore e doppiatore italiano (Milano, n. 1931 - Mentana, † 2011)
- Gianni Nanfa, attore e cabarettista italiano (Palermo, n. 1949)
- Gianni Paolo, attore statunitense (Providence, n. 1996)
- Gianni Parisi, attore italiano (San Giorgio a Cremano, n. 1957)
- Gianni Partanna, attore italiano (Partanna, n. 1922 - Roma, † 2014)
- Gianni Pulone, attore italiano (Roma, n. 1943 - † 2010)
- Gianni Ratto, attore, regista teatrale e scenografo italiano (Milano, n. 1916 - San Paolo del Brasile, † 2005)
- Gianni Rizzo, attore italiano (Brindisi, n. 1924 - Roma, † 1992)
- Gianni Russo, attore e imprenditore statunitense (New York, n. 1943)
- Gianni Santuccio, attore e regista teatrale italiano (Clivio, n. 1911 - Milano, † 1989)
- Gianni Solaro, attore italiano (Trieste, n. 1913 - Fonte Nuova, † 2006)
- Gianni Verdesca, attore italiano (Terlizzi, n. 1979)
- Gianni Williams, attore e doppiatore italiano (Lugano, n. 1941 - Fiano Romano, † 2012)

## Attori teatrali(1)
- Gianni Picchi, attore teatrale e conduttore televisivo italiano (Livorno, n. 1941 - Livorno, † 2015)

## Avvocati(3)
- Gianni Lanzinger, avvocato e politico italiano (Bolzano, n. 1941)
- Gianni Milner, avvocato italiano (Venezia, n. 1926 - Vicenza, † 2005)
- Gianni Oberto Tarena, avvocato e politico italiano (Brosso, n. 1902 - Ivrea, † 1980)

## Bassisti(1)
- Gianni Maroccolo, bassista e produttore discografico italiano (Manciano, n. 1960)

## Batteristi(3)
- Gianni Belleno, batterista e cantante italiano (Genova, n. 1949)
- Gianni Cazzola, batterista italiano (San Giovanni in Persiceto, n. 1938)
- Gianni Dall'Aglio, batterista e percussionista italiano (Mantova, n. 1945)

## Biologi(1)
- Gianni Tamino, biologo e politico italiano (Mogliano Veneto, n. 1947)

## Bobbisti(1)
- Gianni Bonichon, bobbista italiano (Nus, n. 1944 - Aosta, † 2010)

## Calciatori(26)
- Gianni Basile, ex calciatore italiano (Olivetta San Michele, n. 1931)
- Gianni Bruno, calciatore belga (Rocourt, n. 1991)
- Gianni Bui, ex calciatore e allenatore di calcio italiano (Serramazzoni, n. 1940)
- Gianni Caleffi, calciatore italiano (Traversetolo, n. 1937 - Parma, † 2014)
- Gianni Comandini, ex calciatore italiano (Cesena, n. 1977)
- Gianni Cristiani, ex calciatore italiano (Prato, n. 1963)
- Gianni Facchinello, calciatore italiano (Padova, n. 1950 - Torino, † 2003)
- Gianni Fermi, calciatore italiano (Monticelli d'Ongina, n. 1935 - Livorno, † 2021)
- Gianni Goldoni, calciatore italiano (Modena, n. 1936 - Modena, † 2022)
- Gianni Grossi, calciatore italiano (Modena, n. 1936 - Pavullo nel Frignano, † 2012)
- Gianni Guigou, ex calciatore uruguaiano (Nueva Palmira, n. 1975)
- Gianni Manfrin, calciatore italiano (Este, n. 1993)
- Gianni Meanti, calciatore italiano (Crema, n. 1935 - Crema, † 2009)
- Gianni Merighi, ex calciatore italiano (Bomporto, n. 1948)
- Gianni Molinari, ex calciatore italiano (Parma, n. 1933)
- Gianni Palanca, ex calciatore italiano (Porto Recanati, n. 1948)
- Gianni Pauselli, ex calciatore italiano (Roma, n. 1955)
- Gianni Rodríguez, calciatore uruguaiano (Montevideo, n. 1994)
- Gianni Rossi, calciatore e allenatore di calcio italiano (Venezia, n. 1936 - Venezia, † 2021)
- Gianni Sandri, ex calciatore italiano (Udine, n. 1932)
- Gianni Marco Sansonetti, ex calciatore italiano (Chieti, n. 1965)
- Gianni Sassaroli, calciatore italiano (Monte Roberto, n. 1946 - Roma, † 1989)
- Gianni Stensness, calciatore neozelandese (Brisbane, n. 1999)
- Gianni Tanello, ex calciatore italiano (San Bonifacio, n. 1944)
- Gianni Uccelli, calciatore italiano (Parma, n. 1937 - Basilicanova, † 2009)
- Gianni Zuiverloon, ex calciatore olandese (Rotterdam, n. 1986)

## Cantanti(8)
- Gianni Di Palma, cantante italiano (Palermo, n. 1921 - Genova, † 2002)
- Gianni La Commare, cantante italiano (Messina, n. 1937 - Civita Castellana, † 2018)
- Gianni Lamagna, cantante, attore e musicista italiano (Napoli, n. 1954)
- Ken Laszlo, cantante italiano (Mantova, n. 1954)
- Gianni Marzocchi, cantante, attore e doppiatore italiano (Bologna, n. 1934 - Roma, † 1990)
- Gianni Mascolo, cantante italiano (Milano, n. 1940 - Londra, † 2016)
- Gianni Nazzaro, cantante e attore italiano (Napoli, n. 1948 - Roma, † 2021)
- Gianni Restucci, cantante italiano (Napoli, n. 1944 - Roma, † 2007)

## Cantautori(9)
- Gianni D'Errico, cantautore italiano (Brindisi, n. 1948 - Ostuni, † 1975)
- Gianni Drudi, cantautore italiano (Santarcangelo di Romagna, n. 1961)
- Gianni Fiorellino, cantautore italiano (Mugnano di Napoli, n. 1982)
- Gianni Mastinu, cantautore italiano (Bosa, n. 1956)
- Gianni Mauro, cantautore, attore teatrale e scrittore italiano (Salerno, n. 1955)
- Gianni Meccia, cantautore, paroliere e compositore italiano (Ferrara, n. 1931 - Ferrara, † 2024)
- Gianni Resta, cantautore italiano (Milano, n. 1974)
- Gianni Siviero, cantautore italiano (Torino, n. 1938)
- Gianni Togni, cantautore e compositore italiano (Roma, n. 1956)

## Cestisti(4)
- Gianni Asti, cestista e allenatore di pallacanestro italiano (Varese, n. 1935 - Milano, † 2014)
- Gianni Cantagalli, cestista italiano (Livorno, n. 1988)
- Gianni Ortelli, cestista italiano (New York, n. 1901)
- Gianni Zagatti, ex cestista italiano (Ferrara, n. 1936)

## Chimici(1)
- Gianni Fochi, chimico, giornalista e divulgatore scientifico italiano (Pisa, n. 1950)

## Ciclisti su strada(6)
- Gianni Ghidini, ciclista su strada italiano (Golese, n. 1930 - Baganzola, † 1995)
- Gianni Giacomini, ex ciclista su strada italiano (Cimadolmo, n. 1958)
- Gianni Marcarini, ciclista su strada italiano (Bergamo, n. 1940)
- Gianni Moscon, ciclista su strada italiano (Trento, n. 1994)
- Gianni Motta, ex ciclista su strada e pistard italiano (Cassano d'Adda, n. 1943)
- Gianni Vermeersch, ciclista su strada e ciclocrossista belga (Roeselare, n. 1992)

## Clarinettisti(1)
- Gianni Sanjust, clarinettista, paroliere e produttore discografico italiano (Roma, n. 1934 - Roma, † 2020)

## Comici(2)
- Giobbe Covatta, comico, attore e scrittore italiano (Taranto, n. 1956)
- Gianni Zullo, comico, attore e cantante italiano (Matera, n. 1920 - Pianello Val Tidone, † 2005)

## Compositori(5)
- Gianni Bella, compositore e cantautore italiano (Catania, n. 1947)
- Gianni Bucceri, compositore e direttore d'orchestra italiano (Catania, n. 1872 - Catania, † 1953)
- Gianni Farè, compositore, paroliere e cantautore italiano (Milano, n. 1942 - Milano, † 2020)
- Gianni Marchetti, compositore, arrangiatore e direttore d'orchestra italiano (Roma, n. 1933 - Roma, † 2012)
- Gianni Possio, compositore italiano (Torino, n. 1953)

## Conduttori radiofonici(1)
- Gianni Boncompagni, conduttore radiofonico, paroliere e autore televisivo italiano (Arezzo, n. 1932 - Roma, † 2017)

## Conduttori televisivi(2)
- Gianni Fantoni, conduttore televisivo, conduttore radiofonico e imitatore italiano (Ferrara, n. 1967)
- Gianni Ippoliti, conduttore televisivo, autore televisivo e attore italiano (Roma, n. 1950)

## Costituzionalisti(1)
- Giovanni Cesare Ferrara, costituzionalista e politico italiano (Casal di Principe, n. 1929 - Roma, † 2021)

## Criminali(1)
- Gianni Travaglini, criminale italiano (Roma, n. 1943)

## Critici cinematografici(2)
- Gianni Rondolino, critico cinematografico e storico del cinema italiano (Torino, n. 1932 - Torino, † 2016)
- Gianni Volpi, critico cinematografico italiano (Santhià, n. 1940 - Torino, † 2013)

## Critici letterari(3)
- Gianni Brunoro, critico letterario italiano (San Pietro Viminario, n. 1936)
- Gianni Grana, critico letterario, artista e dirigente pubblico italiano (San Nicandro Garganico, n. 1924 - Tor Lupara, † 2001)
- Gianni Turchetta, critico letterario e storico della letteratura italiano (Salerno, n. 1958)

## Critici musicali(1)
- Gianni Borgna, critico musicale, saggista e politico italiano (Roma, n. 1947 - Roma, † 2014)

## Danzatori(1)
- Gianni Brezza, ballerino, coreografo e regista italiano (Pola, n. 1937 - Roma, † 2011)

## Direttori d'orchestra(2)
- Gianni Ferrio, direttore d'orchestra, arrangiatore e compositore italiano (Vicenza, n. 1924 - Roma, † 2013)
- Gianni Mazza, direttore d'orchestra, compositore e tastierista italiano (Roma, n. 1944)

## Direttori del doppiaggio(1)
- Gianni G. Galassi, direttore del doppiaggio e dialoghista italiano (Milano, n. 1954)

## Direttori della fotografia(1)
- Gianni Di Venanzo, direttore della fotografia italiano (Teramo, n. 1920 - Roma, † 1966)

## Dirigenti d'azienda(2)
- Gianni Di Giovanni, manager e giornalista italiano (Potenza, n. 1963)
- Gianni Pasquarelli, dirigente d'azienda e giornalista italiano (Gualdo Tadino, n. 1928 - Roma, † 2018)

## Dirigenti sportivi(6)
- Gianni Bugno, dirigente sportivo e ex ciclista su strada italiano (Brugg, n. 1964)
- Gianni Comini, dirigente sportivo, allenatore di calcio e ex calciatore italiano (Roncoferraro, n. 1944)
- Gianni Faresin, dirigente sportivo e ex ciclista su strada italiano (Marostica, n. 1965)
- Gianni Gola, dirigente sportivo, generale e ex martellista italiano (Bagnolo San Vito, n. 1946)
- Gianni Meersman, dirigente sportivo e ex ciclista su strada belga (Tielt, n. 1985)
- Gianni Munari, dirigente sportivo e ex calciatore italiano (Sassuolo, n. 1983)

## Disc jockey(3)
- Gianni De Berardinis, disc jockey, chitarrista e conduttore radiofonico italiano (Pescara, n. 1955)
- Gianni Parrini, disc jockey e produttore discografico italiano (Prizzi, n. 1957)
- Gianni Riso, disc jockey e cantante italiano (Roma, n. 1952)

## Doppiatori(2)
- Gianni Bersanetti, doppiatore e direttore del doppiaggio italiano (Roma, n. 1958)
- Gianni Quillico, doppiatore, attore e direttore del doppiaggio italiano (Milano, n. 1947)

## Drammaturghi(1)
- Gianni Guardigli, drammaturgo italiano (Forlì, n. 1961)

## Editori(1)
- Gianni Mazzocchi, editore italiano (Ascoli Piceno, n. 1906 - Milano, † 1984)

## Educatori(1)
- Gianni Viazzi, educatore e pedagogista italiano (Alessandria, n. 1937)

## Etnologi(1)
- Gianni Quondamatteo, etnologo, lessicografo e giornalista italiano (Rimini, n. 1910 - Rimini, † 1992)

## Filologi(1)
- Gianni Oliva, filologo e storico della letteratura italiano (Castel del Giudice, n. 1948)

## Filosofi(1)
- Gianni Carchia, filosofo italiano (Torino, n. 1947 - Vetralla, † 2000)

## Fisarmonicisti(2)
- Gianni Coscia, fisarmonicista italiano (Alessandria, n. 1931)
- Gianni Iorio, fisarmonicista, pianista e compositore italiano (Foggia, n. 1972)

## Fisici(1)
- Gianni Francesco Mattioli, fisico e politico italiano (Genova, n. 1940)

## Fondisti(1)
- Gianni Carrara, fondista italiano (Serina, n. 1929 - Serina, † 1992)

## Fotografi(6)
- Gianni Berengo Gardin, fotografo e fotoreporter italiano (Santa Margherita Ligure, n. 1930)
- Gianni Giansanti, fotografo italiano (Roma, n. 1956 - Roma, † 2009)
- Gianni Penati, fotografo italiano (Torino, n. 1930 - † 2018)
- Gianni Pezzani, fotografo italiano (Colorno, n. 1951)
- Gianni Pinnizzotto, fotografo e giornalista italiano (Roma, n. 1952)
- Gianni Turillazzi, fotografo italiano (Brescia, n. 1939 - Vaprio d'Adda, † 2012)

## Francesisti(1)
- Gianni Nicoletti, francesista e traduttore italiano (Bari, n. 1924 - Venezia, † 2007)

## Fumettisti(3)
- Gianni Grugef, fumettista italiano (Genova, n. 1949)
- Gipi, fumettista, illustratore e regista italiano (Pisa, n. 1963)
- Gianni Sedioli, fumettista italiano (Ravenna, n. 1966)

## Giocatori di baseball(1)
- Gianni Clerici, giocatore di baseball italiano (Milano, n. 1947 - Bollate, † 2020)

## Giocatori di biliardo(1)
- Gianni Bombardi, giocatore di biliardo italiano (Papozze, n. 1962 - Rho, † 2012)

## Giornalisti(27)
- Gianni Bisiach, giornalista, scrittore e medico italiano (Gorizia, n. 1927 - Roma, † 2022)
- Gianni Bonina, giornalista e scrittore italiano (Adrano, n. 1953)
- Gianni Brera, giornalista e scrittore italiano (San Zenone al Po, n. 1919 - Codogno, † 1992)
- Gianni Cerqueti, giornalista e telecronista sportivo italiano (Roma, n. 1958)
- Gianni Corbi, giornalista italiano (Avezzano, n. 1926 - Roma, † 2001)
- Gianni De Chiara, giornalista e sceneggiatore italiano (Napoli, n. 1941)
- Gianni De Martino, giornalista, scrittore e attivista italiano (Angri, n. 1947)
- Gianni Del Vecchio, giornalista e scrittore italiano (Pompei, n. 1978)
- Gianni Della Cioppa, giornalista, critico musicale e produttore discografico italiano (Verona, n. 1963)
- Gianni Festa, giornalista italiano (Avellino, n. 1940)
- Gianni Flamini, giornalista, scrittore e storico italiano (Bologna, n. 1934 - Bologna, † 2025)
- Gianni Garrucciu, giornalista e scrittore italiano (Sassari, n. 1954)
- Gianni Granzotto, giornalista, dirigente pubblico e scrittore italiano (Padova, n. 1914 - Roma, † 1985)
- Gianni Locatelli, giornalista e dirigente d'azienda italiano (Desio, n. 1938)
- Gianni Lucini, giornalista, scrittore e drammaturgo italiano (Novara, n. 1953)
- Gianni Maritati, giornalista e scrittore italiano (Roma, n. 1962)
- Gianni Minà, giornalista, scrittore e conduttore televisivo italiano (Torino, n. 1938 - Roma, † 2023)
- Gianni Ocleppo, commentatore televisivo, allenatore di tennis e ex tennista italiano (Alba, n. 1957)
- Gianni Perrelli, giornalista e scrittore italiano (Venezia, n. 1943)
- Gianni Raviele, giornalista, scrittore e critico d'arte italiano (San Martino Valle Caudina, n. 1932 - San Martino Valle Caudina, † 2021)
- Gianni Rocca, giornalista italiano (Torino, n. 1927 - Roma, † 2006)
- Gianni Roghi, giornalista e fotografo italiano (Milano, n. 1927 - Bangui, † 1967)
- Gianni Torrione, giornalista, scrittore e politico italiano (Aosta, n. 1933)
- Gianni Usvardi, giornalista e politico italiano (Mantova, n. 1930 - Solferino, † 2008)
- Gianni Vasino, giornalista, scrittore e conduttore televisivo italiano (Berra, n. 1936 - Genova, † 2025)
- Gianni Vernetti, giornalista, scrittore e politico italiano (Torino, n. 1960)
- Gianni Zanasi, giornalista e rugbista a 15 italiano (Bologna, n. 1931 - Bologna, † 2014)

## Hockeisti su ghiaccio(1)
- Gianni Donati, ex hockeista su ghiaccio svizzero (Obervaz, n. 1989)

## Illustratori(1)
- Gianni De Conno, illustratore italiano (Milano, n. 1957 - Milano, † 2017)

## Imprenditori(3)
- Gianni Cosetti, imprenditore e cuoco italiano (Villa Santina, n. 1939 - Tolmezzo, † 2001)
- Gianni Smaniotto, imprenditore italiano (Cismon del Grappa, n. 1944 - Francoforte sul Meno, † 1995)
- Gianni Zonin, imprenditore e banchiere italiano (Gambellara, n. 1938)

## Ingegneri(2)
- Gianni Lancia, ingegnere e imprenditore italiano (Fobello, n. 1924 - Torino, † 2014)
- Gianni Mantero, ingegnere, architetto e incisore italiano (Novi Ligure, n. 1897 - Cernobbio, † 1985)

## Librettisti(1)
- Gian Bistolfi, librettista, regista e sceneggiatore italiano (Torino, n. 1886 - Scansano, † 1962)

## Liutai(1)
- Gianni Angelo Pedrini, liutaio italiano (Trigolo, n. 1937 - Cernusco sul Naviglio, † 2018)

## Magistrati(1)
- Gianni Simoni, magistrato e scrittore italiano (Brescia, n. 1938 - Brescia, † 2024)

## Marciatori(1)
- Gianni Corsaro, marciatore italiano (Catania, n. 1925 - Catania, † 2006)

## Matematici(1)
- Gianni Dal Maso, matematico italiano (Vicenza, n. 1954)

## Mezzofondisti(1)
- Gianni Del Buono, ex mezzofondista italiano (Ancona, n. 1943)

## Militari(1)
- Gianni Tamanti, militare italiano (Aulla, n. 1909 - Enfidaville, † 1943)

## Musicisti(5)
- Gianni Casciello, musicista, polistrumentista e compositore italiano (Venezia, n. 1934 - † 2018)
- Gianni Greco, musicista, conduttore radiofonico e scrittore italiano (Firenze, n. 1943)
- Gianni Leone, musicista e cantautore italiano (Napoli, n. 1953)
- Gianni Nebbiosi, musicista e cantautore italiano (Roma, n. 1944)
- Gianni Nocenzi, musicista, tastierista e compositore italiano (Marino, n. 1952)

## Musicologi(1)
- Gianni Nuti, musicologo, politico e pedagogista italiano (Asti, n. 1964)

## Nuotatori(2)
- Gianni De Magistris, ex nuotatore, ex pallanuotista e allenatore di pallanuoto italiano (Firenze, n. 1950)
- Gianni Minervini, ex nuotatore italiano (Roma, n. 1966)

## Oncologi(1)
- Gianni Bonadonna, oncologo italiano (Milano, n. 1934 - Milano, † 2015)

## Ostacolisti(3)
- Gianni Carabelli, ex ostacolista italiano (Busto Arsizio, n. 1979)
- Gianni Frankis, ex ostacolista britannico (Rochford, n. 1988)
- Gianni Tozzi, ex ostacolista italiano (Tollo, n. 1962)

## Paleontologi(1)
- Gianni Insacco, paleontologo e zoologo italiano (Ragusa, n. 1969)

## Pallanuotisti(1)
- Gianni Lonzi, ex pallanuotista, allenatore di pallanuoto e dirigente sportivo italiano (Firenze, n. 1938)

## Partigiani(3)
- Gianni Citterio, partigiano italiano (Monza, n. 1908 - Megolo, † 1944)
- Gian Evangelista Gobio, partigiano e militare italiano (Virgilio, n. 1911 - Genivolta, † 1945)
- Gianni Maierna, partigiano italiano (Intra, n. 1925 - Verbania, † 2017)

## Pattinatori di velocità su ghiaccio(1)
- Gianni Romme, ex pattinatore di velocità su ghiaccio olandese (Lage Zwaluwe, n. 1973)

## Pianisti(3)
- Gianni Ferretti, pianista, tastierista e compositore italiano (Tivoli, n. 1962)
- Gianni Gambi, pianista e clavicembalista italiano (Ancona, n. 1955 - † 1991)
- Gianni Lenoci, pianista e compositore italiano (Monopoli, n. 1963 - San Giovanni Rotondo, † 2019)

## Piloti automobilistici(2)
- Gianni Giudici, pilota automobilistico italiano (Abbiategrasso, n. 1946)
- Gianni Morbidelli, pilota automobilistico italiano (Pesaro, n. 1968)

## Piloti motociclistici(1)
- Gianni Leoni, pilota motociclistico italiano (Como, n. 1915 - Belfast, † 1951)

## Pistard(1)
- Gianni Sartori, ex pistard e ciclista su strada italiano (Pozzoleone, n. 1946)

## Pittori(10)
- Gianni Asdrubali, pittore italiano (Tuscania, n. 1955)
- Gianni Bergamelli, pittore italiano (Nembro, n. 1930)
- Gianni Celano Giannici, pittore e ceramista italiano (Castel San Giovanni, n. 1941 - Savona, † 2020)
- Gianni Colognese, pittore italiano (Milano, n. 1901 - Lugano, † 1994)
- Gianni Deserri, pittore e scultore italiano (Ferrara, n. 1948 - Cupra Marittima, † 2022)
- Gianni Dessì, pittore, scultore e scenografo italiano (Roma, n. 1955)
- Gianni Dova, pittore italiano (Roma, n. 1925 - Pisa, † 1991)
- Gianni Russian, pittore italiano (Trieste, n. 1922 - Trieste, † 1962)
- Gianni Vagnetti, pittore italiano (Firenze, n. 1897 - Firenze, † 1956)
- Gianni Vella, pittore maltese (Cospicua, n. 1885 - Buġibba, † 1977)

## Poeti(5)
- Gianni Alfani, poeta italiano (Firenze)
- Gianni D'Elia, poeta, scrittore e critico letterario italiano (Pesaro, n. 1953)
- Gianni Fucci, poeta italiano (Montbéliard, n. 1928 - Santarcangelo di Romagna, † 2019)
- Gianni Rescigno, poeta e scrittore italiano (Roccapiemonte, n. 1937 - Castellabate, † 2015)
- Gianni Toti, poeta, artista e giornalista italiano (Roma, n. 1924 - Roma, † 2007)

## Politici(16)
- Gianni Bartoli, politico italiano (Rovigno, n. 1900 - Trieste, † 1973)
- Gianni Bazzanella, politico italiano (Trento, n. 1940)
- Gianni Cerioni, politico italiano (Jesi, n. 1937 - Jesi, † 2015)
- Gianni De Michelis, politico italiano (Venezia, n. 1940 - Venezia, † 2019)
- Gianni Fardin, politico italiano (Mirano, n. 1945)
- Gianni Farina, politico italiano (Caiolo, n. 1941)
- Gianni Girotto, politico italiano (San Donà di Piave, n. 1967)
- Gianni Lampis, politico italiano (Cagliari, n. 1988)
- Gianni Mancuso, politico italiano (San Pellegrino Terme, n. 1957)
- Gianni Nieddu, politico italiano (Orani, n. 1952)
- Gianni Piatti, politico italiano (Zelo Buon Persico, n. 1944)
- Gianni Ravaglia, politico italiano (Lugo, n. 1943)
- Gianni Risari, politico italiano (Crema, n. 1951)
- Gianni Wilmer Ronzani, politico italiano (Portula, n. 1953)
- Gianni Rosa, politico italiano (Potenza, n. 1965)
- Gianni Savoldi, politico italiano (Brescia, n. 1924 - † 2001)

## Poliziotti(2)
- Gianni De Gennaro, poliziotto, dirigente pubblico e prefetto italiano (Reggio Calabria, n. 1948)
- Gianni Tonelli, poliziotto, sindacalista e politico italiano (Cesena, n. 1963)

## Produttori cinematografici(4)
- Gianni Barcelloni Corte, produttore cinematografico e regista italiano (Ancona, n. 1942 - Venezia, † 2015)
- Gianni Buffardi, produttore cinematografico, regista e sceneggiatore italiano (Roma, n. 1930 - Roma, † 1979)
- Gianni Hecht Lucari, produttore cinematografico e produttore televisivo italiano (Vienna, n. 1922 - Roma, † 1998)
- Gianni Minervini, produttore cinematografico e attore italiano (Napoli, n. 1928 - Roma, † 2020)

## Produttori discografici(1)
- Gianni Sassi, produttore discografico, imprenditore e fotografo italiano (Varese, n. 1938 - Milano, † 1993)

## Pugili(1)
- Gianni Lommi, pugile italiano (Fidenza, n. 1936 - Fidenza, † 2013)

## Rapper(1)
- Gianni Bismark, rapper e cantautore italiano (Roma, n. 1991)

## Registi(20)
- Gianni Amelio, regista e sceneggiatore italiano (Magisano, n. 1945)
- Gianni Bongioanni, regista e sceneggiatore italiano (Torino, n. 1921 - Roma, † 2018)
- Gianni Zangarelli Ciuffini, regista cinematografico, produttore cinematografico e editore italiano
- Gianni Costantino, regista e direttore del casting italiano (Caserta, n. 1971)
- Gianni Crea, regista e sceneggiatore italiano (Siderno, n. 1938)
- Gianni Da Campo, regista, scrittore e traduttore italiano (Venezia, n. 1943 - Venezia, † 2014)
- Gianni Franciolini, regista e sceneggiatore italiano (Firenze, n. 1910 - Roma, † 1960)
- Gianni Lepre, regista italiano (Trieste, n. 1947)
- Gianni Manganelli, regista e sceneggiatore italiano (San Giovanni in Persiceto, n. 1942 - Pisa, † 2016)
- Gianni Martucci, regista e sceneggiatore italiano (Ancona, n. 1942)
- Gianni Minello, regista, sceneggiatore e attore italiano (Venezia, n. 1938)
- Gianni Proia, regista, sceneggiatore e produttore cinematografico italiano (Roma, n. 1921)
- Gianni Puccini, regista, sceneggiatore e critico cinematografico italiano (Milano, n. 1914 - Roma, † 1968)
- Gianni Quaranta, regista, scenografo e costumista italiano (Arsiè, n. 1943)
- Gianni Quinto, regista, sceneggiatore e attore italiano (Andria, n. 1982)
- Gianni Serra, regista e sceneggiatore italiano (Montichiari, n. 1933 - Roma, † 2020)
- Gianni Siragusa, regista e sceneggiatore italiano (Messina, n. 1936 - † 2023)
- Gianni Vernuccio, regista, montatore e produttore cinematografico italiano (Il Cairo, n. 1918 - Como, † 2007)
- Gianni Alberto Vitrotti, regista, fotoreporter e giornalista italiano (Berlino, n. 1922 - Trieste, † 2009)
- Gianni Zanasi, regista, sceneggiatore e produttore cinematografico italiano (Vignola, n. 1965)

## Registi teatrali(1)
- Gianni Di Capua, regista teatrale, sceneggiatore e produttore televisivo italiano (Zurigo, n. 1959 - Abano Terme, † 2018)

## Rugbisti a 15(3)
- Gianni Aiolfi, rugbista a 15 italiano (Parma, n. 1927 - † 2003)
- Gianni Salamon, ex rugbista a 15 e allenatore di rugby a 15 italiano (Treviso, n. 1964)
- Gianni Zanon, ex rugbista a 15 e allenatore di rugby a 15 italiano (Treviso, n. 1960)

## Saggisti(1)
- Gianni Oliva, saggista, dirigente pubblico e politico italiano (Torino, n. 1952)

## Sassofonisti(3)
- Gianni Basso, sassofonista e compositore italiano (Asti, n. 1931 - Asti, † 2009)
- Gianni Oddi, sassofonista italiano (Genova, n. 1946)
- Johnny Sax, sassofonista e compositore italiano (Mantova, n. 1930 - Fizzonasco, † 2005)

## Sceneggiatori(3)
- Gianni Amico, sceneggiatore, regista e critico cinematografico italiano (Loano, n. 1933 - Roma, † 1990)
- Gianni Pons, sceneggiatore e regista italiano (Milano, n. 1909 - † 1975)
- Gianni Romoli, sceneggiatore e produttore cinematografico italiano (Roma, n. 1949)

## Scenografi(3)
- Gianni Polidori, scenografo, costumista e pittore italiano (Roma, n. 1923 - Roma, † 1992)
- Gianni Sbarra, scenografo italiano (Siena, n. 1929 - Siena, † 2015)
- Gianni Silvestri, scenografo italiano (Ponza, n. 1945 - Latina, † 2009)

## Schermidori(1)
- Gianni Ferraro, schermidore e dirigente sportivo italiano

## Scrittori(8)
- Gianni Biondillo, scrittore, drammaturgo e architetto italiano (Milano, n. 1966)
- Gianni Farinetti, scrittore italiano (Bra, n. 1953)
- Gianni Grassi, scrittore e giornalista italiano (Berceto, n. 1938 - Roma, † 2007)
- Gianni Guadalupi, scrittore, traduttore e saggista italiano (Omegna, n. 1943 - Verbania, † 2007)
- Gianni Marilotti, scrittore e politico italiano (Cagliari, n. 1953)
- Gianni Materazzo, scrittore italiano (Milano, n. 1934)
- Gianni Monduzzi, scrittore, giornalista e editore italiano (Bologna, n. 1946)
- Gianni Vannoni, scrittore italiano (Rosignano Marittimo, n. 1949 - Firenze, † 2017)

## Scultori(4)
- Gianni Gianese, scultore italiano (Roma, n. 1928 - Roma, † 2017)
- Gianni Motti, scultore italiano (Sondrio, n. 1958)
- Gianni Remuzzi, scultore italiano (Bergamo, n. 1894 - Bergamo, † 1951)
- Gianni Vigorelli, scultore italiano (Tormo, n. 1916 - Lodi, † 1998)

## Siepisti(1)
- Gianni Crepaldi, ex siepista e ex maratoneta italiano (n. 1968)

## Sindacalisti(3)
- Gianni Italia, sindacalista italiano (Cremona, n. 1944)
- Gianni Pagliarini, sindacalista e politico italiano (Milano, n. 1961)
- Gianni Rinaldini, sindacalista italiano (Reggio Emilia, n. 1951)

## Sociologi(1)
- Gianni Statera, sociologo italiano (Roma, n. 1943 - Roma, † 1999)

## Storici(3)
- Gianni Bono, storico italiano (Genova, n. 1949)
- Gianni Bosio, storico, editore e curatore editoriale italiano (Acquanegra sul Chiese, n. 1923 - Mantova, † 1971)
- Gianni Pieropan, storico, scrittore e alpinista italiano (Vicenza, n. 1914 - Vicenza, † 2000)

## Storici dell'arte(1)
- Gianni Carlo Sciolla, storico dell'arte e critico d'arte italiano (Biella, n. 1940 - Milano, † 2017)

## Tennisti(2)
- Gianni Clerici, tennista, giornalista e scrittore italiano (Como, n. 1930 - Bellagio, † 2022)
- Gianni Marchetti, ex tennista italiano (Jolanda di Savoia, n. 1956)

## Tenori(2)
- Gianni Poggi, tenore italiano (Piacenza, n. 1921 - Piacenza, † 1989)
- Gianni Raimondi, tenore italiano (Bologna, n. 1923 - Pianoro, † 2008)

## Traduttori(2)
- Gianni Montanari, traduttore e scrittore italiano (Piacenza, n. 1949 - Piacenza, † 2020)
- Gianni Pilo, traduttore, curatore editoriale e scrittore italiano (Tripoli, n. 1939)

## Trombettisti(1)
- Gianni Dallaturca, trombettista e musicista italiano (Pieveottoville, n. 1970)

## Velisti(1)
- Gianni Sommariva, ex velista italiano (Albenga, n. 1963)

## Vescovi cattolici(2)
- Gianni Ambrosio, vescovo cattolico italiano (Santhià, n. 1943)
- Gianni Sacchi, vescovo cattolico italiano (Trivero, n. 1960)

## Violinisti(1)
- Gianni Pavovich, violinista italiano (Smirne, n. 1897 - Trieste, † 1982)

## Senza attività specificata(2)
- Gianni Schicchi de' Cavalcanti, cavaliere medievale italiano
- Gianni de' Soldanieri, italiano (Firenze)